# NGC 119
NGC 119 (ook wel PGC 1659 of ESO 150-8) is een spiraalvormig sterrenstelsel in het sterrenbeeld Phoenix.
NGC 119 werd op 28 oktober 1834 ontdekt door de Britse astronoom John Herschel.